# Giuseppe Durio
Giuseppe Durio (Torino, 1828 – Torino, 1896) è stato un imprenditore italiano, attivo nel settore della concia delle pelli.

## Biografia
Giuseppe Durio rappresenta la terza generazione della famiglia Durio. Il nonno, Giuseppe Antonio Durio, originario di Zuccaro in Valsesia, dal 1777 arriva a Torino e, nel volgere di vent’anni, diventa uno dei principali fornitori di calzature dell’esercito piemontese. Il padre, Gustavo Durio, insieme ai fratelli Secondo Durio e (successivamente) Alessandro Durio, fonda nel 1832 la società Giacomo e Secondo Durio, con prima sede al Martinetto, nel quartiere industriale di San Donato.
Nell'anno scolastico 1841-42 frequenta il Convitto Castellani di Rivoli, chiuso però nel 1842. Nel 1850 Giuseppe entra a far parte della società di famiglia, che nel 1852 si era trasferita nel quartiere di Valdocco, installando una conceria sulla Dora, ove ora sorge la biblioteca civica Italo Calvino. Nel 1852 contro la volontà del padre sposa Francesca Beylis e nel 1853 esce dalla società e fonda una sua conceria a Chatillon in Val D'Aosta.  Nel 1858, alla morte del nonno Giuseppe Antonio Durio, rientra nell'azienda di famiglia. Nel 1862, alla morte dello zio Alessandro Durio, vi è uno scontro generazionale tra lo zio Secondo e i nipoti, per cui nel 1863 Giuseppe Durio esce nuovamente dalla società. Nel 1864 Giuseppe Durio si mette in società con Pietro Ceresole, altro conciatore, concorrente della società Durio, ma la società è chiusa nel 1871.
Nel 1869 Giuseppe Durio acquista un fabbricato che era un filatoio di Paolo Campana, sulla strada di Lanzo 200 (ora via Stradella 192), nell'area extraurbana di Madonna di Campagna. Nel giro di pochi anni la conceria di Giuseppe Durio diventerà tra le maggiori a livello nazionale e internazionale, diventando subito la principale industria della zona Lucento - Madonna di Campagna. Nel 1889 si registrano 350 operai, un numero ragguardevole per l'epoca. L'industriale si inserisce nella storia della Città di Torino che, perso nel 1864 il suo ruolo centenario di capitale politica, si converte a città industriale, favorendo l'insediamento di opifici in vari settori, migliorando le infrastrutture (ferrovie, canali, produzione di energia elettrica, etc.); questo causa anche l'ampliamento urbanistico della città con la creazione di nuovi borghi operai fuori dalla cinta daziaria.
Nell'azienda di famiglia entrano i figli Achille e Giacomo, oltre al genero Cesare Schiaparelli, (fratello del celebre egittologo Ernesto Schiaparelli, laureato in chimica a Torino, fotografo paesaggista) che sposa una sua figlia.
Giuseppe Durio frequenta le associazioni culturali della città, i suoi figli sono membri del Circolo degli Artisti dove probabilmente conoscono lo scultore Leonardo Bistolfi, anch'esso socio, che realizza per la famiglia alcune medaglie, monumenti commemorativi dell'industriale (alla sua morte).
Giuseppe Durio muore nel 1896.  Viene seppellito al cimitero di Madonna di Campagna, con una tomba realizzata da uno dei principali esponenti del liberty torinese, Leonardo Bistolfi,  tra il 1897 e il 1901, Il Dolore confortato dalle Memorie. Dopo la distruzione del cimitero della borgata, la scultura è stata trasferita nel Cimitero Monumentale di Torino. Il bozzetto, presentato all’Esposizione Generale Italiana del 1898 a Torino, fu premiato con la medaglia d’oro ed oggi è conservato presso la Gipsoteca di Casale Monferrato.
Nel 1905, la società Giuseppe Durio viene trasformata in società Anonima Concerie Italiane Riunite (C.I.R.), mantenendo la sede in via Stradella 192. Questo seguendo le volontà testamentarie di Giuseppe Durio, per evitare una frammentazione della proprietà tra le figlie e i figli, superando la forma di conduzione familiare dell'impresa.

## Impegno politico e sociale
Giuseppe Durio, fin dal trasferimento della sua società a Madonna di Campagna, si impegna attivamente a favore dello sviluppo del territorio e delle condizioni dei suoi operai, inserendosi nel filone del filantropismo industriale ottocentesco torinese.
Dal 1880 al 1894 è consigliere della Città di Torino, e anche in qualità di consigliere avanza delle richieste specifiche per il territorio di Madonna di Campagna.
Nel 1876 è principale promotore per l'apertura di una fermata della ferrovia Ciriè - Lanzo presso la borgata.
Nel 1878 promuove la nascita della Società di Mutuo Soccorso degli Operai di Madonna di Campagna che nel 1879 avrà anche un magazzino cooperativo, con sede in casa Marocco, sullo stradale di Lanzo (oggi via Stradella) di fronte al viale Madonna di Campagna.
Nel 1882 sostiene e sollecita l'apertura della scuola elementare pubblica che verrà costruita nel con l'intitolazione di Scuola Elementare Beata Vergine di Campagna in via Cardinal Massaia 113
Nel corso degli anni '90 dell'Ottocento fa costruire una casa d'abitazione per le sue maestranze in un terreno attiguo alla conceria
Nel 1892 è il principale promotore per l'apertura dell'asilo infantile che, in seguito, sarà intitolato alla moglie Francesca (1895)
Dal 1883 al 1894 ha la cariche di soprintendente della scuola elementare Beata Vergine di Campagna.

## Famiglia
Giuseppe Durio e Francesca Beylis hanno sei figli:
- Giacomo, nato a Torino nel 1853 che continuerà l'attività paterna
- Giuseppe Giovanno Alessandro, nato a Chatillon nel 1858
- Achille, che continuerà l'attività paterna e sarà Presidente della Scuola Conciatori dal 1902 al 1907
- Una figlia sposa Cesare Schiapparelli (1859-1941) chimico, entra nella fabbrica di Durio e poi in società, costituirà nel 1905 la C.I.R. con i fratelli Bocca,  Achille e Giacomo Durio, figli di Giuseppe.
- Ettore, nato a Torino nel 1873
- Pia detta Carmela, nata a Torino nel 1880,  sposa 1899 Guglielmo Bocca, di una famiglia di conciatori, fratello di Ferdinando Bocca e Annibale Bocca, che costituirà nel 1905 la C.I.R. con i suoi fratelli e i figli di Giuseppe Durio

La sorella Maria Durio, nata a Torino nel 1824 sposa Felice Bosio, che impianta nel 1848 una tintoria di filati al castello di Lucento, borgata adiacente a Madonna di Campagna

## Luoghi di Giuseppe Durio a Torino
Cimitero Monumentale di Torino, nicchione n. 207 del Campo Primitivo: scultura Il Dolore confortato dalla Memoria, dalla Tomba Durio al cimitero di Madonna di Campagna, ora soppresso
Ex Concerie Italiane Riunite, via Stradella 192 Torino, ora sede della Circoscrizione 5 di Torino e del Centro di Documentazione Storica della Circoscrizione 5
Scuola Francesca Durio, via Zubiena 4 Torino: nell'interno cortile è conservato il busto commemorativo di Giuseppe Durio eseguito da Leonardo Bistolfi